# 晴れと水

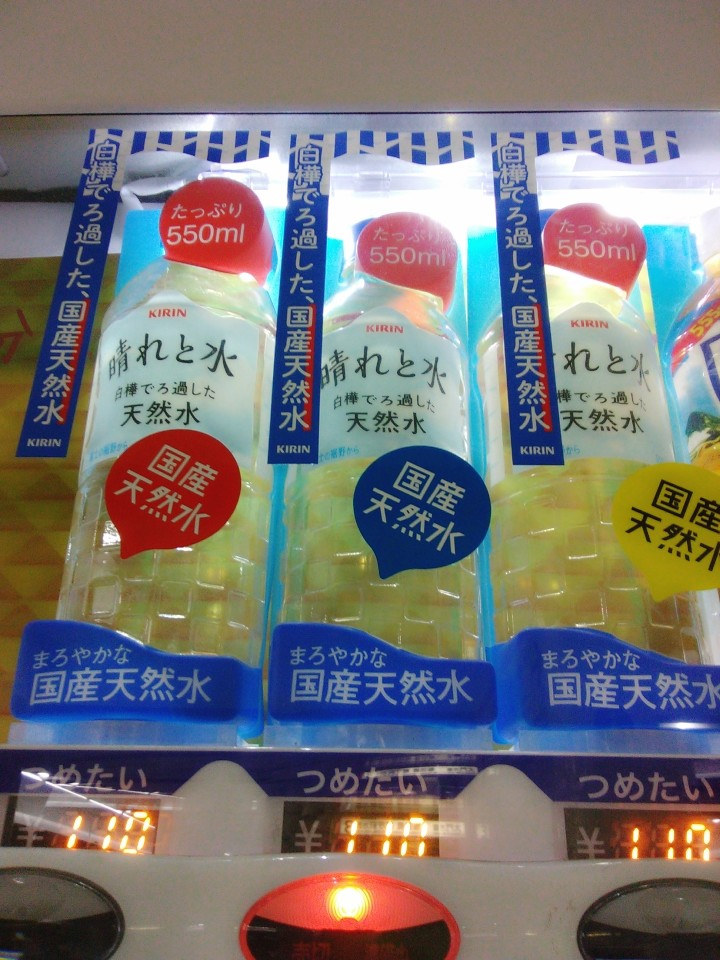
自動販売機で売られている晴れと水

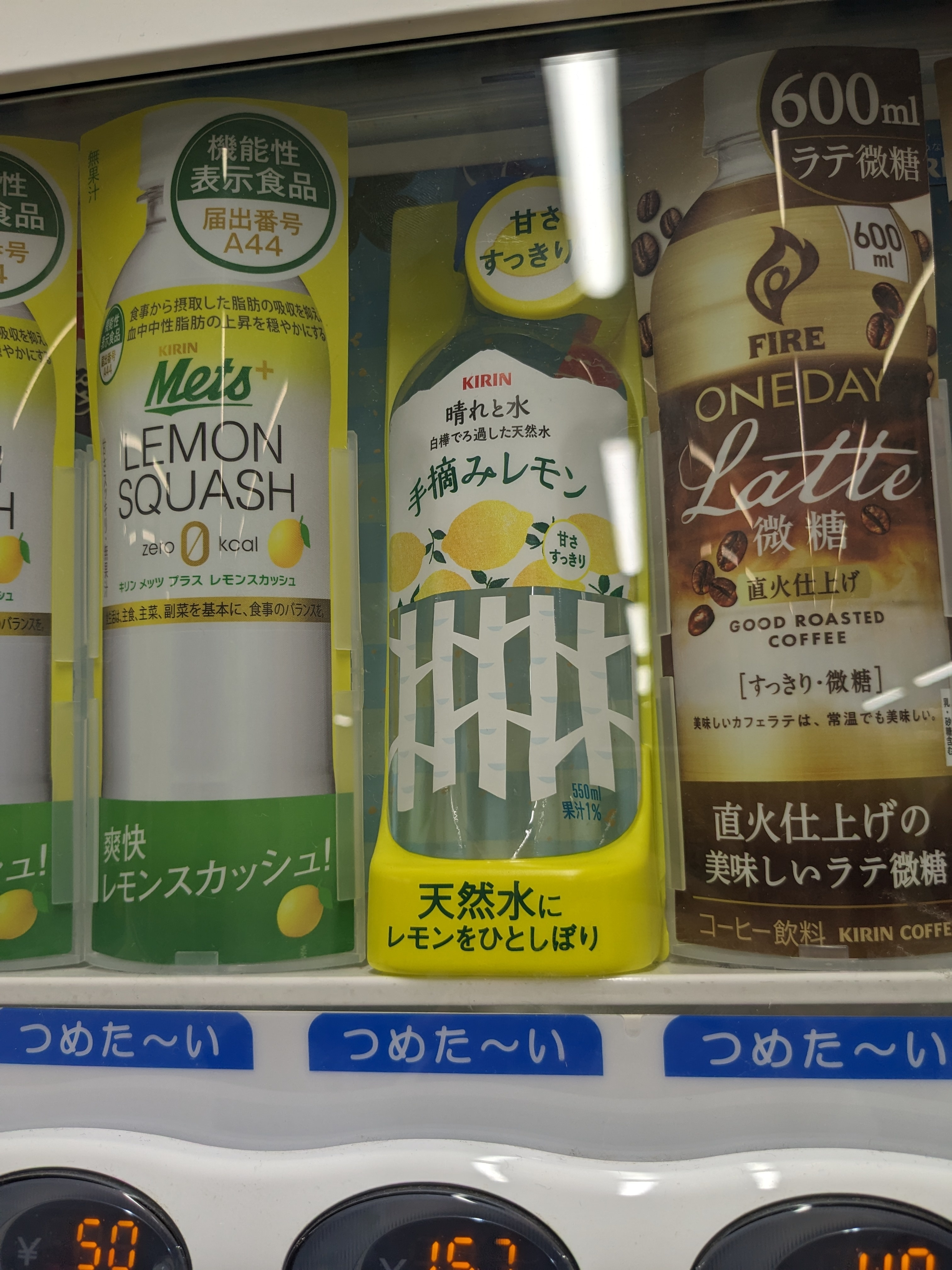
晴れと水 手摘みレモン

晴れと水（はれとみず）とは、キリンビバレッジ株式会社が製造・販売している天然水。

## 概要
"晴れやかな気分にしてくれる"国産天然水として、2017年5月30日に発売する。
また、白樺活性炭で濾過した国産天然水ということもあり、ラベルには白樺が書かれている。

## 歴史
- 2017年5月30日 - 関東地方[注 2]を中心に550mlで発売[1]。
- 2018年3月13日 - パッケージデザインを改良し、新たに「晴れと水 手摘みレモン」と一緒にリニューアルして全国発売[3]。
- 2021年10月 - 「キリン 晴れと水」が店頭での販売を終了。「キリン 晴れと水 手摘みレモン」は継続して発売する。[4]